# Stabsbataillon 6 (Bundesheer)
Das Stabsbataillon 6 ist ein hochgebirgsbeweglicher Führungs- und Unterstützungsverband des österreichischen Bundesheers im Bundesland Tirol.
Untergebracht sind die Kompanien des Bataillons in den Garnisonsorten Kranebitten (Innsbruck), Absam, St. Johann in Tirol und Hochfilzen. Im Zuge der Bundesheerreform 2016 wurde das Stabsbataillon 6 aufgelöst, wobei der Großteil des Verbandes in das neu aufgestellte Jägerbataillon 6 des Militärkommandos Tirol eingegliedert wurde. Mit der Reform 2019 wurde dies rückgängig gemacht und das Bataillon reaktiviert und erneut der 6. Brigade zugeteilt.

## Gliederung
Das Stabsbataillon 6 untersteht der 6. Gebirgsbrigade.
Das Bataillon besteht aus dem Kommando, der Stabskompanie, der Führungsunterstützungskompanie, der Werkstattkompanie, der Nachschub- und Transportkompanie, welche sich in der Standschützen-Kaserne in Innsbruck-Kranebitten befinden, der ABC-Abwehrkompanie und der Lehrkompanie in der Andreas-Hofer-Kaserne in Absam, sowie dem Tragtierzentrum mit Haflinger-Pferden am Truppenübungsplatz in Hochfilzen.
Die ABC-Abwehrkompanie verfügt über einen Zug mit KIOP-KPE-Soldaten, welche regelmäßig an Auslandsmissionen teilnehmen. In der Lehrkompanie werden angehende Offiziere und Unteroffiziere des österreichischen Bundesheeres ausgebildet.

## Leitung
Mit 1. Juli 2023, wurde Frau Major Verena Plattner mit der Führung des Bataillonskommandos betraut. Damit wurde sie auch die erste Bataillonskommandantin beim Österreichischen Bundesheer.